# Sickenberg

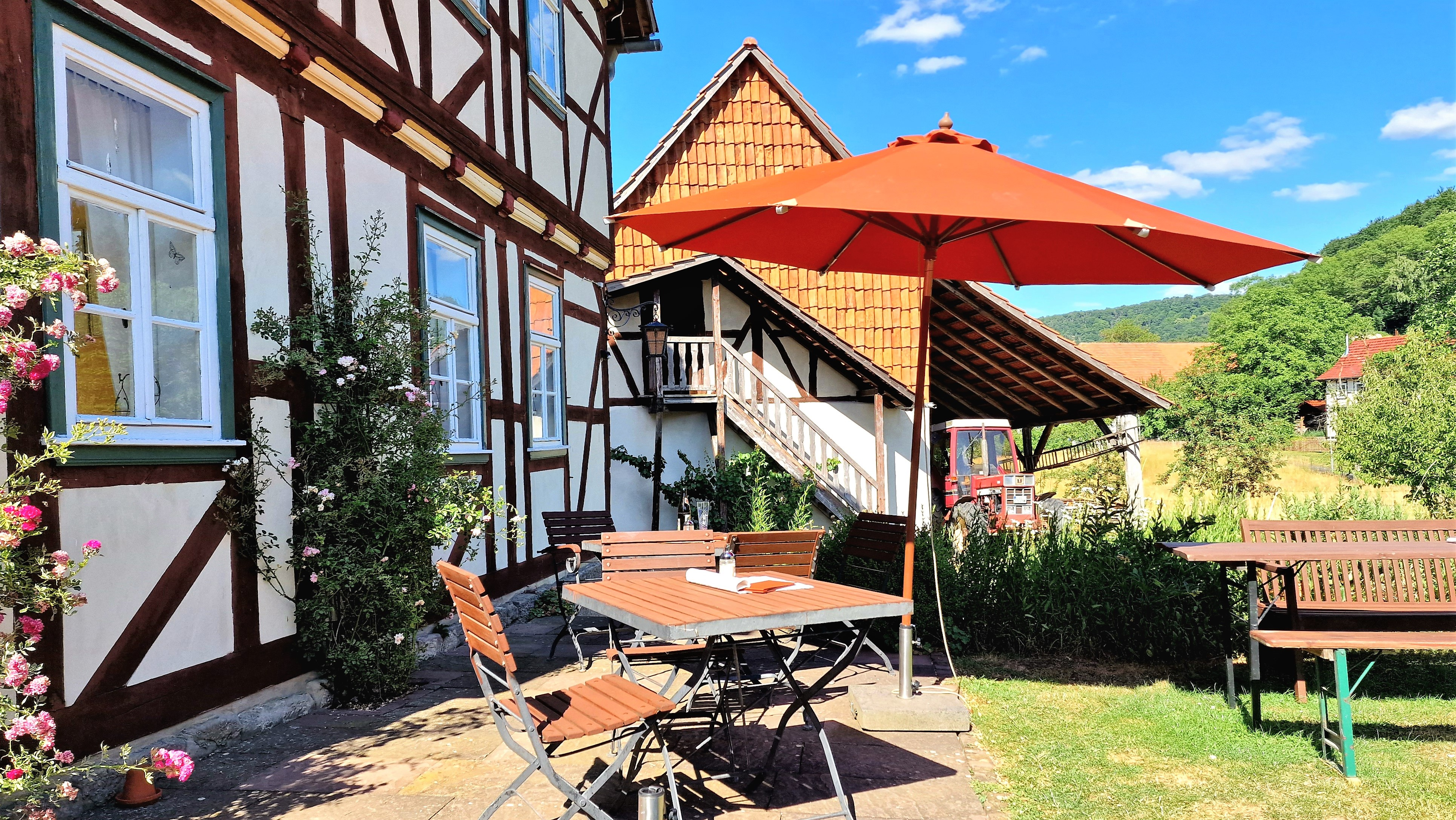
Hof Sickenberg zu Asbach-Sickenberg, Landkreis Eichsfeld in Thüringen

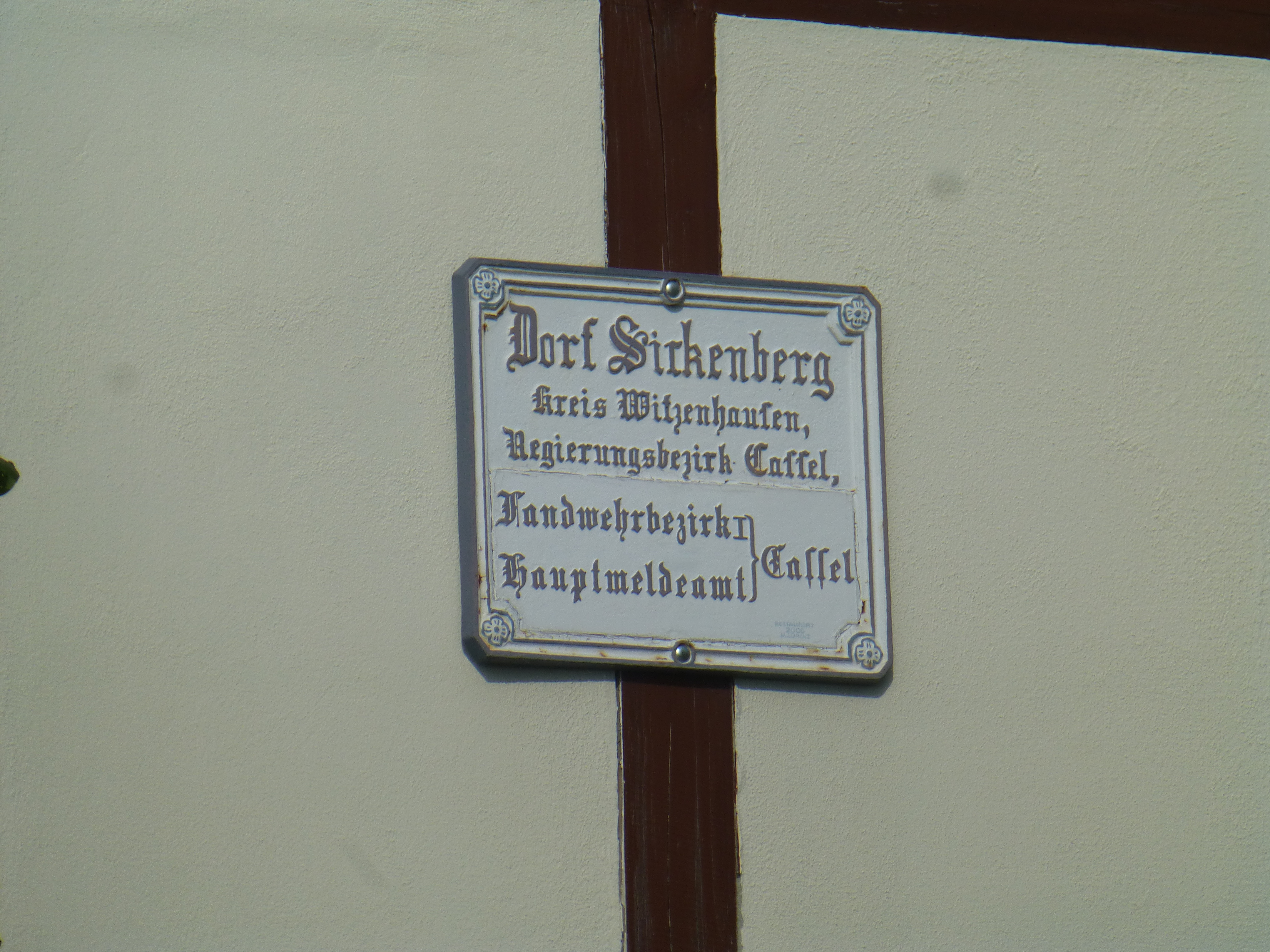
Ein altes Ortsschild erinnert noch an die lange Zugehörigkeit zu Hessen

Sickenberg ist ein Ortsteil der Gemeinde Asbach-Sickenberg im Landkreis Eichsfeld in Thüringen. Es ist eins der wenigen Dörfer im Landkreis Eichsfeld, die nicht zum historischen Eichsfeld gehören.

## Geographie
Sickenberg liegt an der südwestlichen Grenze des Landkreises zu Hessen. Der Ort liegt auf einem Buntsandsteinplateau oberhalb des Werratales am Fuße des 496 m hohen Steines. Höchste Erhebung in der Gemarkung ist der Lindenberg (394,5 m). Unterhalb des westlich gelegenen Heierkopfes (286,1 m) befindet sich der Schifflersgrund mit den Anlagen des Grenzmuseums.
Nachbarorte sind Asbach (Asbach-Sickenberg) im Südosten, Bad Sooden-Allendorf im Südwesten, Wahlhausen im Westen und Dietzenrode im Norden. 

## Geschichte
Sickenberg wurde 1284 erstmals Sigkenberg zusammen mit den benachbarten Ober- und Unterasbach urkundlich erwähnt. Im 15. Jahrhundert war der Ort verlassen, dann erhielten ihn die Herren von Bischoffshausen zu lehen und gehörte im 18. Jahrhundert zum hessischen Amt Allendorf.
Das zuvor hessische Dorf Sickenberg wurde 1945 im Zuge von Grenzkorrekturen infolge des Wanfrieder Abkommens in die sowjetische Besatzungszone und somit nach Thüringen eingegliedert. Am 1. Juli 1950 wurde die einst selbständige Gemeinde Sickenberg in die neue Gemeinde Asbach/Sickenberg eingegliedert. Von 1952 bis 1990 war der Ort durch die nahe Innerdeutsche Grenze beeinträchtigt, der Friedhof des Ortes lag direkt an den Grenzanlagen mit einem Grenzturm BT-9.  Der nahe Schifflersgrund erinnert an die Grenze und Teilung Deutschlands. Am 1. Mai 1992 wurde der Name dieser Gemeinde in Asbach-Sickenberg geändert.

## Kultur und Sehenswürdigkeiten
- Der denkmalgeschützte Hof Sickenberg – mit historischer Backstube. Im Hofcafé haben die Betreiber eine Ausstellung zur Geschichte des Ortes Sickenberg eingerichtet.[2]
- Unmittelbar nach der Öffnung der innerdeutschen Grenze entstand das Grenzmuseum Schifflersgrund. Es liegt zwischen Bad Sooden-Allendorf und Sickenberg direkt an der ehemaligen innerdeutschen Grenze.
- Aussichtsturm auf dem Heierkopf